# Yongxing (köpinghuvudort i Kina, Hubei Sheng, lat 30,96, long 113,23)
Yongxing (kinesiska: 永兴, 永兴镇) är en köpinghuvudort i Kina. Den ligger i provinsen Hubei, i den centrala delen av landet, omkring 110 kilometer nordväst om provinshuvudstaden Wuhan. Antalet invånare är 21 302. Befolkningen består av 10 053 kvinnor och 11 249 män. Barn under 15 år utgör 10,0 %, vuxna 15-64 år 78 %, och äldre över 65 år 11,0 %.
Runt Yongxing är det tätbefolkat, med 613 invånare per kvadratkilometer. Närmaste större samhälle är Xinshi, 12,5 km nordväst om Yongxing. Trakten runt Yongxing består till största delen av jordbruksmark.
Genomsnittlig årsnederbörd är 1 371 millimeter. Den regnigaste månaden är juli, med i genomsnitt 192 mm nederbörd, och den torraste är december, med 18 mm nederbörd.